# Eurosia substrigillata
Eurosia substrigillata är en fjärilsart som beskrevs av Rothschild 1912. Eurosia substrigillata ingår i släktet Eurosia och familjen björnspinnare. Inga underarter finns listade i Catalogue of Life.